# Mohamed Saliou Bangoura
Mohamed Bangoura, né le 10 juin 2004, est un footballeur international guinéen. Il évolue au poste d'avant-centre au MC Alger.

## Biographie

### En club
Mohamed Saliou Bangoura s'engage au MC Alger pour trois ans en provenance de l’Hafia FC, lors du mercato hivernal 2025 pour un montant de 400 000 euros et un % à la revente de 35% Dés sa venue il s'impose directement comme un titulaire indiscutable avec le depart en prêt de Andy Delort au Montpellier HSC.
Le 28 février 2025 le MC Alger reçoit le CS Constantine pour le cadre de la 18ème journée, ce jour là le MC Alger remportera ce match 2-1 grâce notamment à un but de Bangoura pour son premier match avec le club pour le 2-1.
Lors de la préparation de pré-saison 2025/2026 Mohamed se blesse à la cheville, le contraignant à effectuer une opération et à rater au minimum 3 mois de compétition.

### En sélection
Lors du rassemblement de septembre comptant pour les Qualifs CAN 2025, pour sa première liste Charles Paquille sélectionne Mohamed Bangoura pour les matchs contre la RD Congo et la Tanzanie.
Il effectuera ses débuts contre la RD Congo en entrant en jeu à la 69ème minutes à la place d'Aguibou Camara.

## Statistiques

### En club
| Saison                | Club                  | Championnat           | Championnat | Championnat | Championnat | Coupe(s) nationale(s) | Coupe(s) nationale(s) | Coupe(s) nationale(s) | Supercoupe | Supercoupe | Supercoupe | Compétition(s) continentale(s) | Compétition(s) continentale(s) | Compétition(s) continentale(s) | Compétition(s) continentale(s) | Total | Total | Total |
| Saison                | Club                  | Division              | M.          | B.          | P.d.        | M.                    | B.                    | P.d.                  | M.         | B.         | P.d.       | Comp.                          | M.                             | B.                             | P.d.                           | M.    | B.    | P.d.  |
| 2024-2025             | MC Alger              | Ligue 1               | 12          | 7           | 2           | -                     | -                     | -                     | -          | -          | -          | CAF                            | 2                              | 0                              | 0                              | 14    | 7     | 2     |
| Total sur la carrière | Total sur la carrière | Total sur la carrière | 12          | 7           | 2           | -                     | -                     | -                     | -          | -          | -          | -                              | 2                              | 0                              | 0                              | 14    | 7     | 2     |

### En sélection nationale
| Saison                | Sélection             | Phases finales        | Phases finales | Phases finales | Phases finales | Éliminatoires CDM | Éliminatoires CDM | Éliminatoires CDM | Éliminatoires CAN | Éliminatoires CAN | Éliminatoires CAN | Matchs amicaux | Matchs amicaux | Matchs amicaux | Total | Total | Total |
| Saison                | Sélection             | Compétition           | M              | B              | Pd             | M                 | B                 | Pd                | M                 | B                 | Pd                | M              | B              | Pd             | M     | B     | Pd    |
| --------------------- | --------------------- | --------------------- | -------------- | -------------- | -------------- | ----------------- | ----------------- | ----------------- | ----------------- | ----------------- | ----------------- | -------------- | -------------- | -------------- | ----- | ----- | ----- |
| 2024-2025             | Guinée                | -                     | -              | -              | -              | -                 | -                 | -                 | 1                 | 0                 | 0                 | -              | -              | -              | 1     | 0     | 0     |
| Total sur la carrière | Total sur la carrière | Total sur la carrière | -              | -              | -              | -                 | -                 | -                 | 1                 | 0                 | 0                 | -              | -              | -              | 1     | 0     | 0     |

### Matchs internationaux
Le tableau suivant liste les rencontres de l'équipe de Guinée dans lesquelles Mohamed Bangoura a été sélectionné depuis le 6 septembre 2024 jusqu'à présent :

## Palmarès

### Palmarès en club
| MC Alger (1)                      |
| --------------------------------- |
| - Ligue 1 (1) : - Champion : 2025 |